# Rhytachne subgibbosa
Rhytachne subgibbosa är en gräsart som först beskrevs av Winkler och Eduard Hackel, och fick sitt nu gällande namn av Clayton. Rhytachne subgibbosa ingår i släktet Rhytachne och familjen gräs. Inga underarter finns listade i Catalogue of Life.